# Un caso speciale per la ghostwriter
Un caso speciale per la ghostwriter è un romanzo di Alice Basso pubblicato da Garzanti il 4 maggio 2019.
È il quinto ed ultimo libro della serie dedicata al personaggio di Vani Sarca. Il romanzo è uscito anche in versione audiolibro

## Trama
Vani Sarca, di mestiere fa la ghostwriter, ovvero scrive libri a nome di altre persone. Un giorno il suo Editore, Enrico Fuschi viene licenziato per aver mandato a monte un grosso affare per la casa editrice per difendere l'operato di Vani. 
Da quel momento Enrico sparisce e tutti si chiedono se non si sia suicidato, dove possa essere finito, dato che è uscito di scena senza telefono e portafogli.
Nel frattempo spunta anche Elettra, vecchia fiamma di Enrico Fuschi.
Vani, in concerto con il compagno, Commissario Berganza, e degli amici faranno di tutto per ritrovare l'editore.
Certi di aver capito dove si trova, bussano alla porta dell'unica persona "la quale si possa definire amico: Riccardo Randi". 
Solo che scoprono che non è Enrico quello che è a casa di Randi. 

## Personaggi
- Silvana Cassandra Sarca detta Vani: sarcastica, asociale, empatica, malmostosa, colta, sembra dura ma in realtà, come dice Alice Basso alla fine del primo libro “persino il suo cuore di pietra si scioglie e lascia il posto all’istinto di protezione e alla partecipazione emotiva”. Ghostwriter per professione
- Enrico Fuschi: editore di Vani Sarca e direttore della casa editrice "Edizioni l'Erica"
- Romeo Berganza: Commissario di Polizia
- Antonia la segretaria di Enrico Fuschi
- Riccardo Randi: autore a cui Vani scrive (o meglio compone su base di appunti di Randi) il bestseller “Più dritta di una corda di Chitarra” e temporaneo fidanzato di Vani
- Elettra Tesser detta “Treccine”
- Lara Sarca: sorella di Vani. Ha due figli: William e Walter
- Petrini: agente di Polizia
- Macchio: agente di Polizia
- Pezzoli: agente di Polizia
- Rovato: agente di Polizia
- Morgana Cossato: 15enne che abita al piano superiore nel condominio di Vani
- Osvaldo Fuschi, il padre di Enrico Fuschi
- Ines Fuschi, la madre di Enrico Fuschi
- Laura: amica 15enne di Morgana
- Emilia Cossato: madre di Morgana
- Ivano: nipote 14enne di Berganza
- Irma Envrim, anziana cuoca della nota famiglia di stilisti Giay Marin
- Olga: una stagista delle Edizioni l’Erica
- Il senatore Baldo Groppo
- Gianfilippo Groppo, figlio del senatore
- Mario il barista

## Edizioni
- Alice Basso, Un caso speciale per la ghostwriter, Garzanti, 2019,  p. 384, ISBN 978-88-11-60262-0.